# Rain Fall Down
Rain Fall Down — песня группы The Rolling Stones из альбома A Bigger Bang. В качестве второго сингла к альбому песня была выпущена 5 декабря 2005 года,  достигнув 33-го места в UK Singles Chart и оставалась их последним хитом в топ-40 в Великобритании до 2023 года, когда « Angry » достигла 34-го места. Сингл также достиг 21-го места в чарте Billboard Hot Dance Club Play в феврале 2006 года.

## Список композиций
1. - 7-дюймовый, CD (VS1907; VSCDX1907)

  1. «Rain Fall» – 4:54
  2. "Rain Fall Down" ( will.i.am Remix )
  3. «Rain Fall Down» ( переиздание вокала «Heavy Disco» Эшли Бидла )

  - Голландский CD (VSCDX1907 0094634858021)

  1. «Rain Fall Down» (will.i.am Ремикс) – 4:04
  2. «Rain Fall Down» (Radio Edit) – 4:00
  3. «Rain Fall Down» (радиоверсия «Heavy Disco» Эшли Бидла) – 4:04

  - 12-дюймовый (VST1907)

  1. "Rain Fall Down" (ремикс will.i.am)
  2. «Rain Fall Down» (переиздание вокала «Heavy Disco» Эшли Бидла)

## Чарты
| Чарт (2008)          | Наивысшая Позиция |
| -------------------- | ----------------- |
| Hot Dance Club Songs | 21                |

## Участники записи
The Rolling Stones
- Mick Jagger – вокал, гитара, клавишные.
- Keith Richards –гитара
- Ronnie Wood – гитара
- Charlie Watts – ударные

Additional musicians
- Darryl Jones – бас-гитара
- Matt Clifford –  сведение